# 萨耶纳尔
萨耶纳尔（法語：Saillenard，法語發音：[sajnaʁ]）是法国索恩-卢瓦尔省的一个市镇，属于卢昂区。

## 地理
萨耶纳尔（46°41'27"N, 5°22'20"E）面积17.88 平方千米，位于法国勃艮第-弗朗什-孔泰大區索恩-卢瓦尔省，该省份为法国中部省份，北起顺时针与科多尔省、汝拉省、安省、罗讷省、卢瓦尔省、阿列省和涅夫勒省接壤。
与萨耶纳尔接壤的市镇（或旧市镇、城区）包括：方丹布吕、布莱特朗、莱勒波、布雷斯地区博尔派尔、布雷斯地区弗朗日。

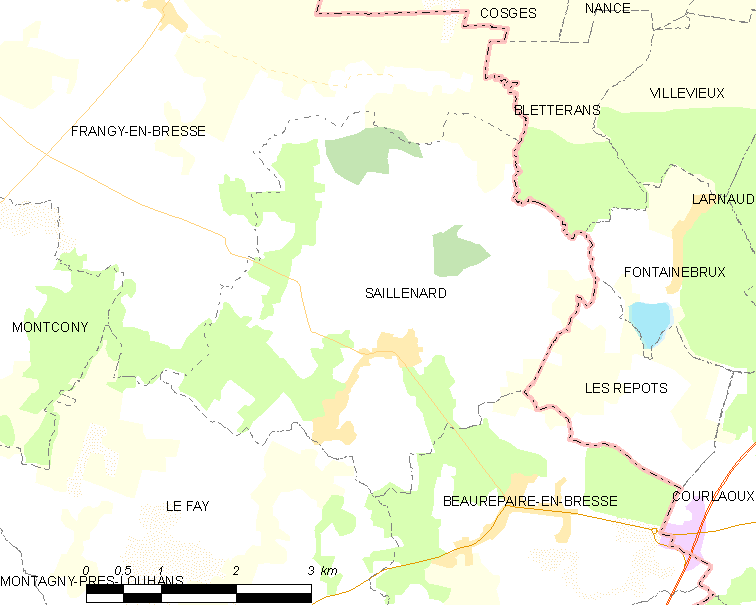
萨耶纳尔的OSM定位图

萨耶纳尔的时区为UTC+01:00、UTC+02:00（夏令时）。

## 行政
萨耶纳尔的邮政编码为71580，INSEE市镇编码为71380。

## 政治
萨耶纳尔所属的省级选区为皮埃尔德布雷斯县。

## 人口

1962-2008年间萨耶纳尔人口变化图示

萨耶纳尔于2022年1月1日时的人口数量为810人。